# Zenodotos von Troizen
Zenodotos von Troizen (altgriechisch Ζηνόδοτος Zēnódotos, latinisiert Zenodotus Troezenius) war ein aus Troizen stammender antiker griechischer Geschichtsschreiber der hellenistischen Zeit. Seine Lebenszeit ist nicht genau zu bestimmen. Er muss im Zeitraum zwischen dem frühen 3. Jahrhundert v. Chr. und der Zeit des Marcus Terentius Varro, der Quellenvorlage des Dionysios von Halikarnassos, der Zenodotos erwähnt, gelebt haben.
Zenodotos ist als Verfasser eines Werkes über römische Geschichte bekannt, das nur fragmentarisch erhalten ist. Der Titel ist unbekannt. Den überlieferten Zitaten zufolge hat Zenodotos die Frühgeschichte Italiens und Roms behandelt. Erwähnt wird das Werk hinsichtlich des „Raubs der Sabinerinnen“ beim Geschichtsschreiber Dionysios von Halikarnassos, dem Biographen Plutarch und dem spätantiken Grammatiker Solinus. Allerdings ist es unwahrscheinlich, dass diese Autoren Zenodotos direkt herangezogen haben; vermutlich benutzten sie Zwischenquellen, im Fall des Dionysios recht sicher Varro.

## Textausgaben
- Die Fragmente der griechischen Historiker, Nr. 821.